# Strömma
Strömma – miejscowość (tätort) w Szwecji, w regionie administracyjnym (län) Sztokholm, w gminie Värmdö.
Według danych Szwedzkiego Urzędu Statystycznego liczba ludności wyniosła: 2468 (31 grudnia 2015), 2572 (31 grudnia 2018) i 2624 (31 grudnia 2019).